# Cantón de Pré-en-Pail
El cantón de Pré-en-Pail era una división administrativa francesa, que estaba situada en el departamento de Mayenne y la región de Países del Loira.

## Composición
El cantón estaba formado por siete comunas:
- Boulay-les-Ifs
- Champfrémont
- Pré-en-Pail
- Ravigny
- Saint-Cyr-en-Pail
- Saint-Pierre-des-Nids
- Saint-Samson

## Supresión del cantón de Pré-en-Pail
En aplicación del Decreto n.º 2014-209 de 21 de febrero de 2014, el cantón de Pré-en-Pail fue suprimido el 22 de marzo de 2015 y sus 7 comunas pasaron a formar parte del nuevo cantón de Villaines-la-Juhel.